# رسانه پارتیکیپنت
رسانه پارتیکیپنت به (انگلیسی: Participant Media) یک شرکت تولید فیلم است که در سال ۲۰۰۴ توسط جفری اسکول تأسیس شد.